# Goniops chrysocoma
Goniops chrysocoma är en tvåvingeart som först beskrevs av Osten Sacken 1875.  Goniops chrysocoma ingår i släktet Goniops och familjen bromsar. Inga underarter finns listade i Catalogue of Life.